# M.H. Laddé

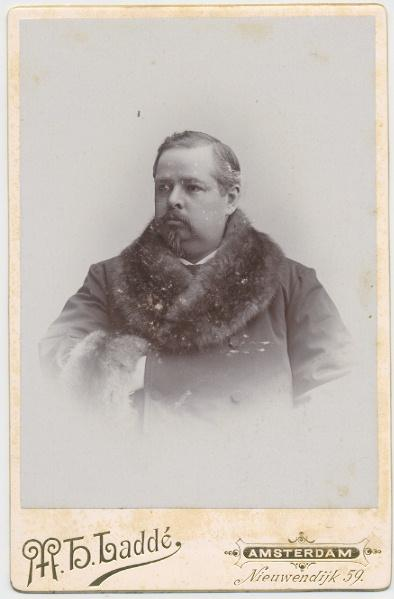
Bức ảnh chụp J.W. Merkelbach của M.H. Laddé

M.H. (Machiel Hendricus) Laddé (5 tháng 11 năm 1866 – 18 tháng 2 năm 1932) là một nhiếp ảnh gia và đạo diễn người Hà Lan. Ông là đạo diễn của phim viễn tưởng đầu tiên của Hà Lan, bộ phim hài năm 1896 Gestoorde hengelaar (tiếng Anh: Disturbed Angler, tạm dịch: Kẻ phiền phức Angler).
Từ năm 1896 đến năm 1906, Laddé đã thực hiện một số phim câm ngắn cho studio Eerst Nederlandsch Atelier tot het vervaardigen van Films voor de Bioscoop en Cinematograaf M.H. Laddé & J.W. Merkelbach. Những phim này đã được chiếu tại rạp chiếu đứng của Christiaan Slieker (1861-1945).
Không có bộ phim nào của Laddé còn được bảo tồn.
Laddé cũng là một nhiếp ảnh gia nổi tiếng với studio riêng của mình ở Buiksloot (nay là một phần Amsterdam) và là con rể của nhiếp ảnh gia J.W. Merkelbach (Johannes Wilhelm, hay Wim) (1873-1922) đối tác kinh doanh của ông.

## Phim
- Gestoorde hengelaar (1896)
- Spelende kinderen (1896)
- Zwemplaats voor Jongelingen te Amsterdam (1896)
- Solser en Hesse (1900)